# Кумаріташвілі Нодар
Нодар Кумаріташвілі (груз. ნოდარ ქუმარიტაშვილი; *25 листопада 1988, Бакуріані, Боржомський муніципалітет, Грузинська РСР — †12 лютого 2010, Вістлер, Канада) — грузинський спортсмен-саночник, який загинув на тренуванні за кілька годин до відкриття Зимових Олімпійських ігор у Ванкувері

## Кар'єра

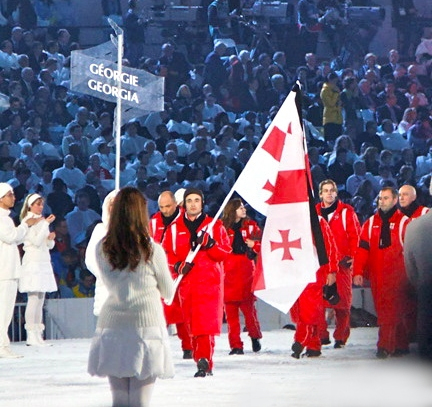
Грузинська збірна на церемонії відкриття в траурі за загиблим сортсменом

Нодар Кумаріташвілі народився 25 листопада 1988 року в Бакуріані (передмісті Боржомі) у спортивній родині. Його батько Давид Кумаріташвілі був багаторазовим призером міжнародних турнірів із санного спорту, а двоюрідний дядько Фелікс Кумаріташвілі є тренером збірної Грузії з санного спорту. Засновник санного спорту в Грузії Алеко Кумаріташвілі є також родичем загиблого спортсмена.
У професійному санному спорті дебютував у сезоні 2008/09. У Кубку світу 2008—09 посів 55-е місце серед 62 учасників. У загальному заліку Кубку світу 2009—10 на момент смерті Кумаріташвілі посідав 44-е місце серед 65 саночників, а на останньому у своєму житті етапі Кубка світу він показав найкращий результат у кар'єрі, посівши 28-е місце.

## Смерть
Нодар Кумаріташвілі кваліфікувався на чоловічі одиночні змагання з санного спорту на Зимових Олімпійських ігор у Ванкувері. Під час тренувальних заїздів 12 лютого 2010 року в останньому повороті траси він на швидкості 143 км/год втратив керування, вилетів з саней та вдарився у сталеву колону обабіч траси. Від отриманих травм спортсмен помер, не приходячи до тями.

### Реакція
Після трагедії збірна Грузії мала намір припинити участь в Олімпійських іграх, однак міністр культури, охорони пам'ятників та спорту Грузії Ніколоз Роруа вирішив, що команда братиме участь у змаганнях, але члени делегації вийдуть на церемонію відкриття зі скорботною стрічкою. Втім, інший грузинський саночник, Леван Гурешідзе, відмовився брати участь у змаганнях після смерті колеги.
Одразу після інциденту були оголошені версії трагедії та проведене офіційне розслідування. Згідно з офіційною версією, грузинський спортсмен припустився помилки, занадто пізно вийшовши з 15-го повороту, внаслідок чого він втратив управління та не вписався в останній, шістнадцятий поворот. Разом з тим, були озвучені й інші версії трагедії. Ряд експертів (зокрема, президент НОК Польщі Петр Нуровський) заявляли, що траса є небезпечною та має неправильний профіль, про що свідчить кілька інцидентів на цій трасі з момента її спорудження в 2008 році, включаючи струс мозку в румунської спортсменки Віолети Стреметурару. Також учасники змагань заявляли, що організатори провели занадто мало тренувальних заїздів саме на цій трасі. Крім того, автор проекту траси Лоренц Косічек заявив, що до спорудження цієї траси не мав досвіду розробки подібних трас.
Після смерті спортсмена організатори Олімпійських ігор скоротили трасу, що дозволило зменшити швидкість спортсменів, та встановили додаткові захисні щити в повороті, де розбився Кумаріташвілі.

## Вшанування пам'яті
Влада Бакуріані, рідного міста Нодара Кумаріташвілі, вирішила запровадити щорічний турнір саночників пам'яті загиблого спортсмена. Міністр культури, охорони пам'ятників та спорту Грузії Ніколоз Роруа висловив намір відкрити у Бакуріані трасу імені Кумаріташвілі.